# Czerwony złoty Aleksandra Jagiellończyka

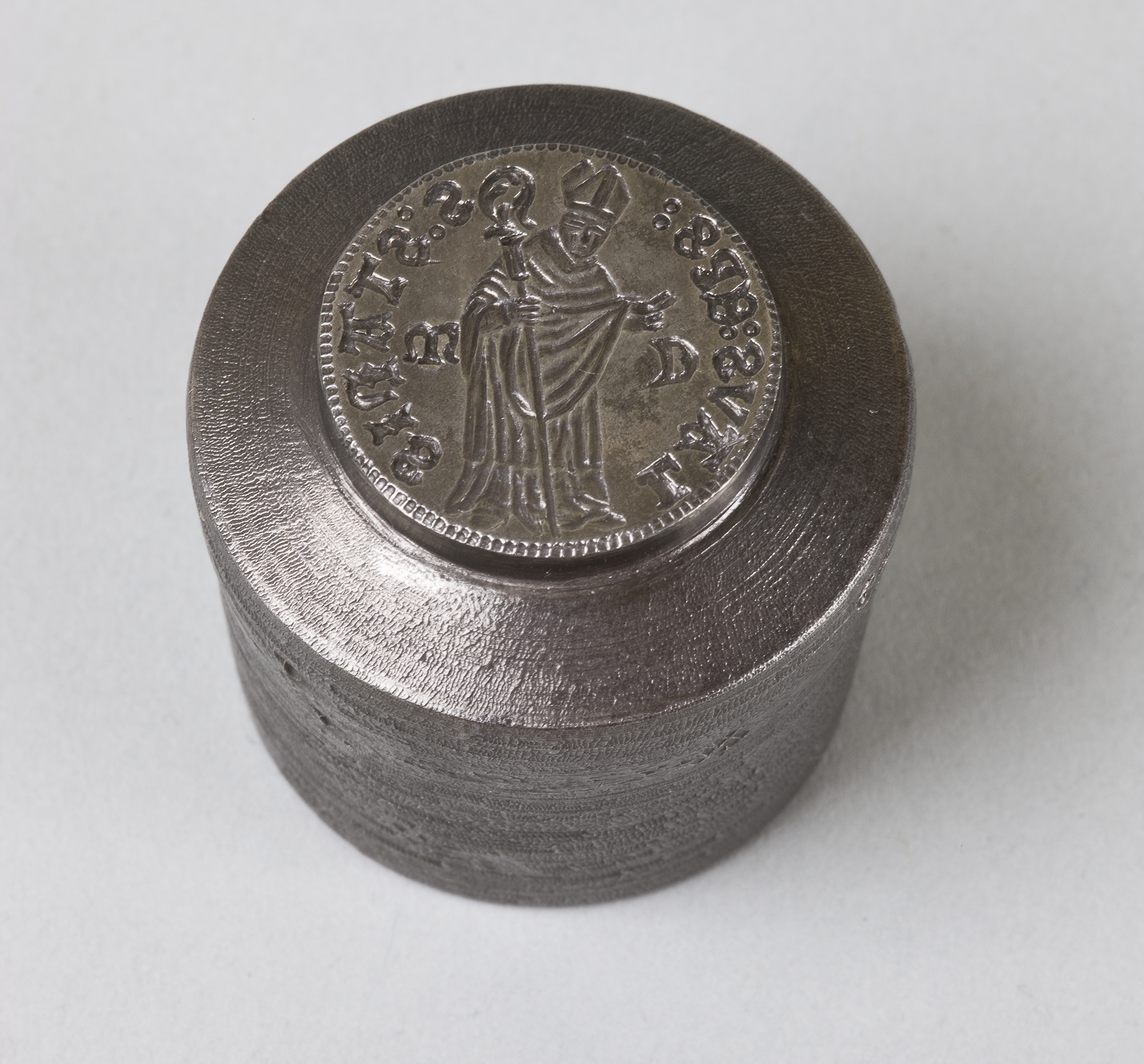
Stempel awersu fałszerstwa dukata Aleksandra Jagiellończyka – Muzeum Narodowe w Krakowie

Czerwony złoty Aleksandra Jagiellończyka – złota moneta bita w czasie panowania Aleksandra Jagiellończyka, która nie zachowała się do XXI w. Została wybita najprawdopodobniej w 1503 r. i zaginęła jeszcze w XVIII w.
Moneta w łacińskich źródłach określana była niekiedy mianem: florenusa, nigdy natomiast – dukata jak czasami czynione to jest w XX i XXI w. literaturze numizmatycznej.
Istnienie złotej monety Aleksandra Jagiellończyka potwierdzają przekazy historyczne:
- legacje królewskie z 1503 r.
- testament Macieja Miechowity z 1514 r.
- testament Kromera z 1577 r.
- testament Kőhlera z 1759 r.

W oparciu na źródłach i analizie porównawczej została przeprowadzona „rekonstrukcja” monety. Wg niej na awersie znajdowała się pięciopolowa, ukoronowana tarcza herbowa (Belka, Pogoń, Orzeł, Lew oraz Orzeł Prus Królewskich), dookoła otoczona legendą: „ALEXAND D G R POLONIAE”. Na rewersie umieszczono postać św. Stanisława z Piotrowinem, a także napis: „S STANISLAVS EPS.”.
Jedynie na tej monecie Aleksandra Jagiellończyka pojawił się znak podskarbiego: godło herbu Odrowąż Jakuba Szydłowieckiego, któremu towarzyszyła po raz pierwszy w polskim mennictwie sygnatura warsztatu menniczego: C (Cracovia). Takie rozwiązanie najprawdopodobniej zostało przejęte z popularnych na ziemiach polskich w tym czasie złotych monet węgierskich, z którymi zgodna była też stopa mennicza.
Umieszczenie postaci św. Stanisława na rewersie wynikało z faktu, że był on patronem Królestwa Polskiego, a pokutna pielgrzymka do jego grobu na Skałce krakowskiej należała do polskiego rytu koronacyjnego. Podobnie jak na złotej monecie Władysława I Łokietka, stojąca postać św. Stanisława była elementem oznaczenia wartości nominalnej – 3,5 grama najczystszego osiągalnego wtedy złota, symbolizowanego na złotych monetach z Florencji postacią św. Jana Chrzciciela.
Przypuszcza się, że emisja monety przypadała na połowę 1503 r. i nie trwała dłużej niż rok. Spowodowane to było oporem sejmu oraz brakiem wystarczającej ilości złota.
Niekiedy w polskiej literaturze numizmatycznej moneta opisywana jest jako dukat Aleksandra Jagiellończyka, ewentualnie jako floren Aleksandra Jagiellończyka.